# Науке о Земљи
Науке о Земљи (такође познато под називом геонауке), је термин који окупља и односи се на све науке које су повезане са изучавањем планете Земље. Ово је практично специјалан случај удруживања наука о планети пошто је Земља, за сада, једина људима позната планета на којој је познато да постоји живот. У наукама о Земљи заступљени су и редукционистички и холистички приступи. Ове науке удружују физику, геологију, географију, математику, хемију и биологију како би изградиле квантитативно разумевање различитих основних делова или сфера Земљиног система.
Науке о Земљи спадају су природне науке које се баве изучавањем Земље. Ово је посебна наука која се бави проучавањем планета на којој живимо, њене структуре (грађе), састава, настанка, физичких карактеристика, аспектима мењања и природним феноменима. Основне дисциплине Наука о Земљи су физика, математика и хемија које имају задатак да проуче и разумеју основне делове - сфере. Као и у многим наукама Земља се изучава са два аспекта: експериментално и теоријски.
Примена Наука о Земљи укључује истраживања и експлоатацију минералних и хидрокарбонатних ресурса, картографију, метеоролошке појаве и предвиђања вулканских ерупција. Науке о Земљи су повезане са наукама о животној околини као и са планетарном астрономијом.

## Науке о Земљи
- Геологија
- Педологија
- Океанографија, лимнологија и хидрологија
- Атмосферске науке
- Глациологија

Неке од интердисциплинарних области повезаних са геонаукама су: метеорологија, геохемија, геофизика, физичка географија, минералогија, климатологија и палеоклиматологија.

## Поља студирања
Следеће области науке су генерално категорисане у оквиру наука о Земљи:
- Геологија описује стеновите делове Земљине коре (или литосфере) и њен историјски развој. Главне поддисциплине су минералогија и петрологија, геоморфологија, палеонтологија, стратиграфија, структурна геологија, инжењерска геологија и седиментологија.[1][2]
- Физичка географија се фокусира на географију као науку о Земљи. Физичка географија је проучавање Земљиних годишњих доба, климе, атмосфере, тла, водених токова, рељефа и океана. Физичка географија се може поделити у неколико грана или сродних области, и то: геоморфологија, биогеографија, географија животне средине, палеогеографија, климатологија, метеорологија, приморска географија, хидрологија, екологија, глациологија.
- Геофизика и геодезија истражују облик Земље, њену реакцију на силе и њена магнетна и гравитационо поља. Геофизичари истражују Земљино језгро и плашт, као и тектонску и сеизмичку активност литосфере.[2][3][4] Геофизика се обично користи да допуни рад геолога у развоју свеобухватног разумевања геологије коре, посебно у истраживању минерала и нафте. Сеизмолози користе геофизику да разумеју тектонско померање плоча, као и да предвиде сеизмичку активност.
- Геохемија се дефинише као проучавање процеса који контролишу обиље, састав и дистрибуцију хемијских једињења и изотопа у геолошким срединама. Геохемичари користе алате и принципе хемије за проучавање састава, структуре, процеса и других физичких аспеката Земље. Главне поддисциплине су геохемија воде, космохемија, геохемија изотопа и биогеохемија.
- Наука о тлу покрива најудаљенији слој Земљине коре који је подложан процесима формирања тла (или педосфере).[5] Главне поделе у овој области студија укључују едафологију и педологију.[6]
- Екологија покрива интеракције између организама и њихове околине. Ово поље проучавања разликује проучавање Земље од проучавања других планета у Сунчевом систему, јер је Земља његова једина планета која врви животом.
- Хидрологија, океанографија и лимнологија су студије које се фокусирају на кретање, дистрибуцију и квалитет воде и обухватају све компоненте хидролошког циклуса на Земљи и њеној атмосфери (или хидросфери). „Поддисциплине хидрологије укључују хидрометеорологију, хидрологију површинских вода, хидрогеологију, науку о сливовима, хидрологију шума и хемију воде.“[7]
- Глациологија покрива ледене делове Земље (или криосфере).
- Науке о атмосфери покривају гасовите делове Земље (или атмосфере) између површине и егзосфере (око 1000 km). Главне поддисциплине укључују метеорологију, климатологију, хемију атмосфере и физику атмосфере.

## Земљина унутрашњост
Тектоника плоча, планински ланци, вулкани и земљотреси су геолошки феномени који се могу објаснити у смислу физичких и хемијских процеса у Земљиној кори.
Испод Земљине коре лежи плашт који се загрева радиоактивним распадом тешких елемената. Плашт није сасвим чврст и састоји се од магме која је у стању полу-вечне конвекције. Овај процес конвекције узрокује да се литосферске плоче померају, иако споро. Настали процес је познат као тектоника плоча.
Тектоника плоча се може сматрати процесом којим се Земља поново појављује. Као резултат ширења морског дна, нова кора и литосфера настају протоком магме од плашта ка оближњој површини, кроз пукотине, где се хлади и учвршћује. Субдукцијом, океанска кора и литосфера се враћају у конвективни омотач.
Подручја коре у којима се ствара нова кора називају се дивергентним границама, она где се кора враћа у Земљу су конвергентне границе, а она где плоче клизе једна поред друге, али се нови литосферски материјал не ствара нити уништава, називају се трансформисане (или конзервативне) границе. Земљотреси су резултат померања литосферских плоча и често се дешавају близу конвергентних граница где се делови коре потискују у земљу као део субдукције.
Вулкани су првенствено резултат топљења материјала потопљене коре. Материјал коре који је утиснут у астеносферу се топи, и један део отопљеног материјала постаје довољно лаган да се подигне на површину – стварајући вулкане.

## Земљина атмосфера
Тропосфера, стратосфера, мезосфера, термосфера и егзосфера су пет слојева који чине Земљину атмосферу. 75% гасова у атмосфери налази се унутар тропосфере, најнижег слоја. Све у свему, атмосфера се састоји од око 78,0% азота, 20,9% кисеоника и 0,92% аргона. Поред азота, кисеоника и аргона постоје мале количине других гасова укључујући CO2 и водену пару. Водена пара и CO2 омогућавају Земљиној атмосфери да прихвати и задржи енергију Сунца путем феномена који се назива ефекат стаклене баште. Ово омогућава да површина Земље буде довољно топла да има течну воду и подржава живот. Поред складиштења топлоте, атмосфера такође штити живе организме тако што штити површину Земље од космичких зрака — за које се често погрешно мисли да их одбија магнетно поље. Магнетно поље — створено унутрашњим кретањем језгра — производи магнетосферу која штити Земљину атмосферу од сунчевог ветра. Како је Земља стара 4,5 милијарди година, она би до сада изгубила своју атмосферу да није било заштитне магнетосфере.

## Земљино магнетно поље
Електромагнет је магнет који настаје електричном струјом. Земља има унутрашње језгро од чврстог гвожђа окружено течним спољним језгром које конвектира; стога је Земља електромагнет. Кретање конвекције флуида одржава Земљино магнетно поље.
Магнетно поље је такође веома важно јер неке птице и инсекти користе поље за навигацију на великим удаљеностима. Они то могу да ураде помоћу магнетизованих кристала гвожђа који се налазе у њиховој кожи ради оријентације. Најважнија функција Земљиног магнетног поља је заштита њених организама. Протони високе енергије се одбијају заједно са електронима у соларном ветру. Ако би организми били директно изложени овим честицама, то би било смртоносно. Да би конзистентност магнетног поља остала константна, мора постојати привлачно магнетно поље. Ако се кретање магнетног поља промени онда се мења и сваки његов аспект. То означава силу која је пропорционална брзини наелектрисања које се креће.